# Force India VJM08
O Force India VJM08 é o carro da equipe Force India da temporada de Fórmula 1 de 2015, pilotado por Sergio Pérez e Nico Hülkenberg. O modelo foi apresentado no dia 21 de janeiro, em evento realizado na Cidade do México.

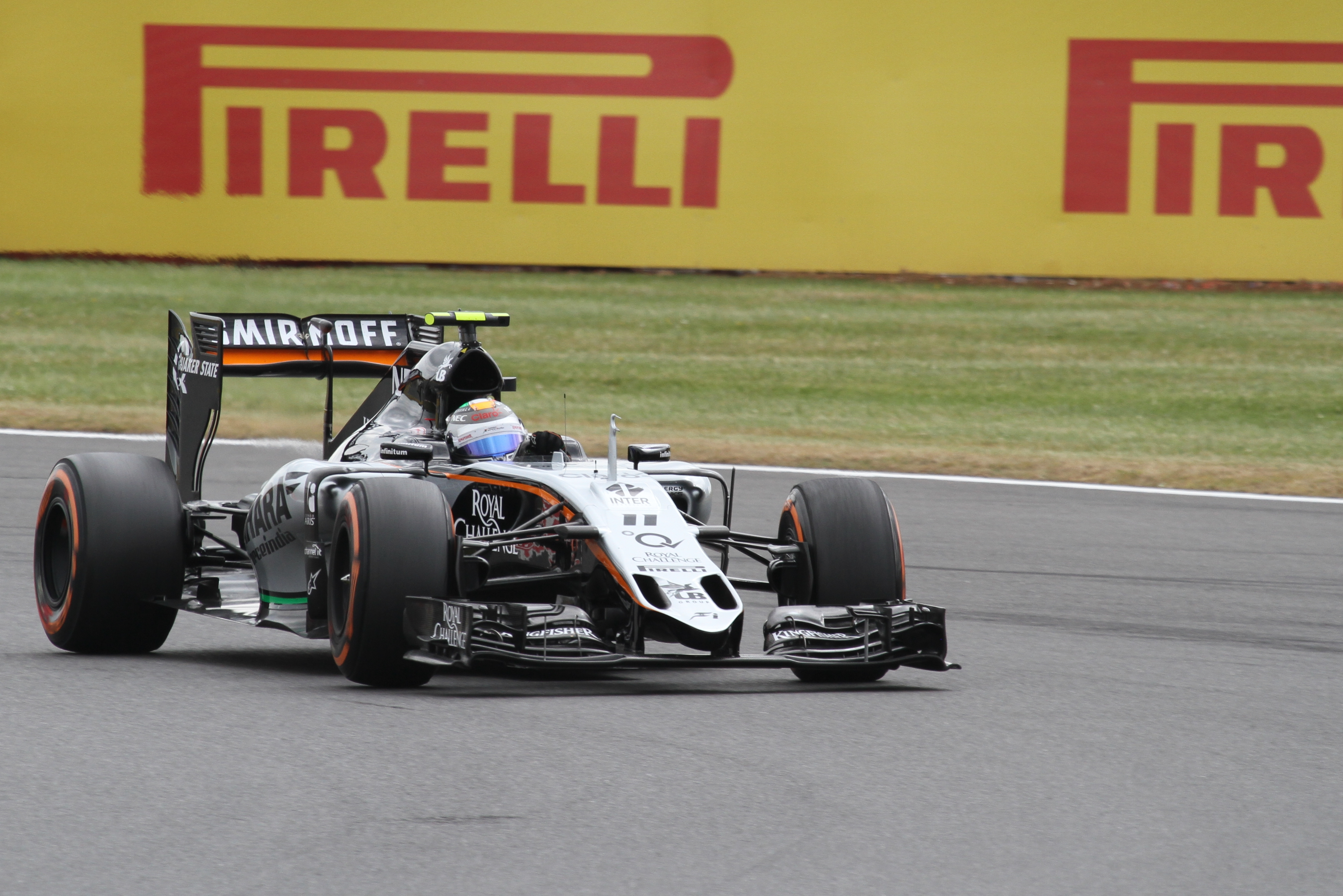
Nico Hülkenberg pilotando a VJM08 durante o GP da Grã-Bretanha de 2015 com a nova versão do bico vazado.

## Desempenho
Há anos que a Force India se consolidou como a mais forte das equipes médias. Em 2015, no entanto, o cenário é bem diferente. Mergulhada em dívidas, o time atrasou a construção do carro comprometendo toda a temporada. O bom motor Mercedes, no entanto, é um alento.
No GP da Grã-Bretanha de 2015 estreou uma nova versão com o bico vazado.
Essa foi a ideia da equipe, que trouxe para nos testes na Áustria um bico com duas grandes aberturas laterais no estilo “tomada elétrica” que deve ser colocado em prática na próxima etapa em Silverstone, quando estreiam a versão “B” de seu carro. Com novo bico da Force India, faz parte do pacote de atualizações aerodinâmicas para o chassi do VJM08-B.

## Resultados[3]
| Pos | Piloto          | Nº | AUS | MAL | CHN | BHR | ESP | MON | CAN | AUT | GBR | HUN | BEL | ITA | SIN | JAP | RUS | EUA | MEX | BRA | UAE | Pontos | Pts da Equipe | Pos da Equipe |
| --- | --------------- | -- | --- | --- | --- | --- | --- | --- | --- | --- | --- | --- | --- | --- | --- | --- | --- | --- | --- | --- | --- | ------ | ------------- | ------------- |
| 9   | Sergio Pérez    | 11 | 10  | 13  | 11  | 8   | 13  | 7   | 11  | 9   | 9   | Ret | 5   | 6   | 7   | 12  | 3   | 5   | 8   | 12  | 5   | 78     | 136           | 5º            |
| 10  | Nico Hülkenberg | 27 | 7   | 14  | Ret | 13  | 15  | 11  | 8   | 6   | 7   | Ret | NL  | 7   | Ret | 6   | Ret | Ret | 7   | 6   | 7   | 58     | 136           | 5º            |